# V781 Cassiopeiae
Désignations
V781 Cassiopeiae (abrégé en V781 Cas), également connue comme HD 12399, est une étoile variable de la constellation de Cassiopée. Sa magnitude apparente est d'environ 7,5, ce la rend trop peu brillante pour être visible à l'œil nu. D'après la mesure de sa parallaxe annuelle par le satellite Gaia, l'étoile est distante d'approximativement ∼ 13 700 a.l. (∼ 4 200 pc) de la Terre. Elle s'en rapproche à une vitesse radiale héliocentrique de −44 km/s.

## Caractéristiques
V781 Cassiopeiae est une supergéante jaune de type spectral G8Iab. C'est une étoile variable semi-régulière de sous-type SRd dont la luminosité a varié entre les magnitudes 7,58 et 7,68 dans la photométrie du satellite Hipparcos, et selon une période de 160,6 jours.